# 巴喬基羅峰
64°47′02″S 62°15′36″W / 64.78389°S 62.26000°W

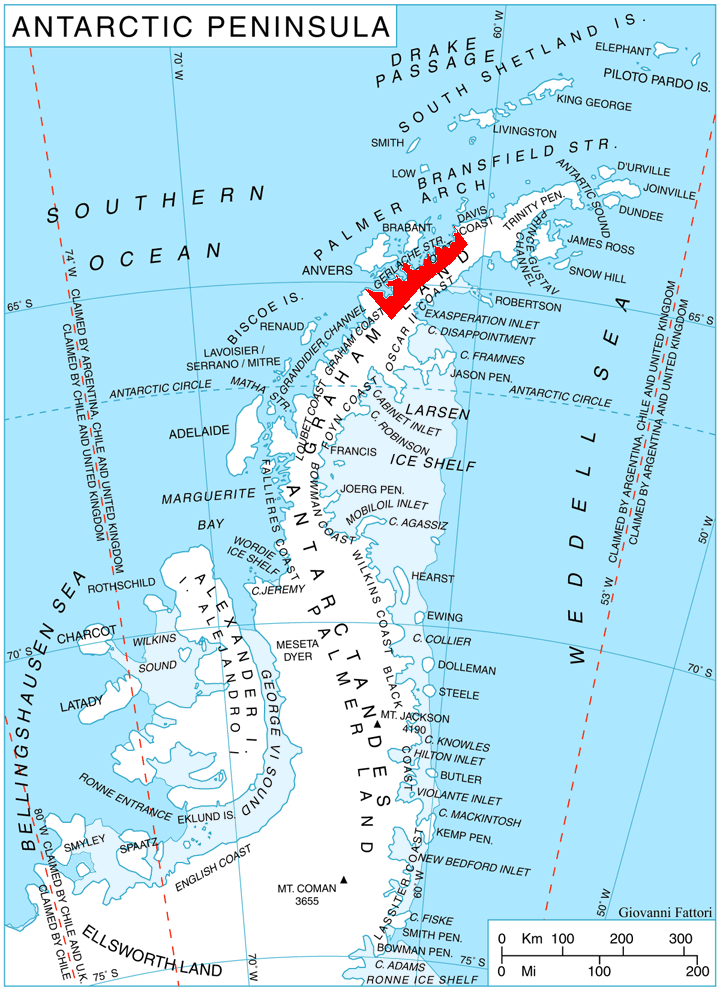

巴喬基羅峰是南極洲的山峰，位於葛拉漢地，處於伍德布里冰川和蒙戈爾菲耶冰川之間，海拔高度1,500米，以保加利亞的革命者命名。

## 外部連結
- Bacho Kiro Peak. （页面存档备份，存于） SCAR Composite Antarctic Gazetteer.